# Seiryū-ji
Seiryū-ji (青龍寺) est un « betsuin » (temple affilié) Kōyasan situé dans la ville d'Aomori, préfecture d'Aomori. le temple a été fondé par un Grand Acharya Ryūkou Oda (織田隆弘), qui a plus tard construit Shōwa Daibutsu (昭和大仏) en 1984. D'une hauteur d'environ 21,35 m, c'est la plus grande figure assise en bronze du Bouddha au Japon.